# Pic de Noarre
El Pic de Noarre és un cim de 2.051 metres d'altitud que forma part del massís delimitat per la vall del riu de Noarre a l'est i la vall del riu de Tavascan a l'oest, les quals s'uneixen al sud del pic. Es troba al sud del pic més alt del massís, el pic de Causes, de 2.330 metres d’altitud. Als seus peus es troba el llogarret de Noarre. El pic pertany al terme municipal de Lladorre, a la comarca del Pallars Sobirà, i està situat dintre del Parc Natural de l’Alt Pirineu.